# Idschewan
Idschewan (armenisch Իջևան, bis 1961 Karawansarai) ist die Hauptstadt der armenischen Provinz Tawusch.
Die Stadt ist ein Zentrum der transkaukasischen Teppichproduktion und seit 1994 Standort einer Außenstelle der Staatlichen Universität Jerewan.

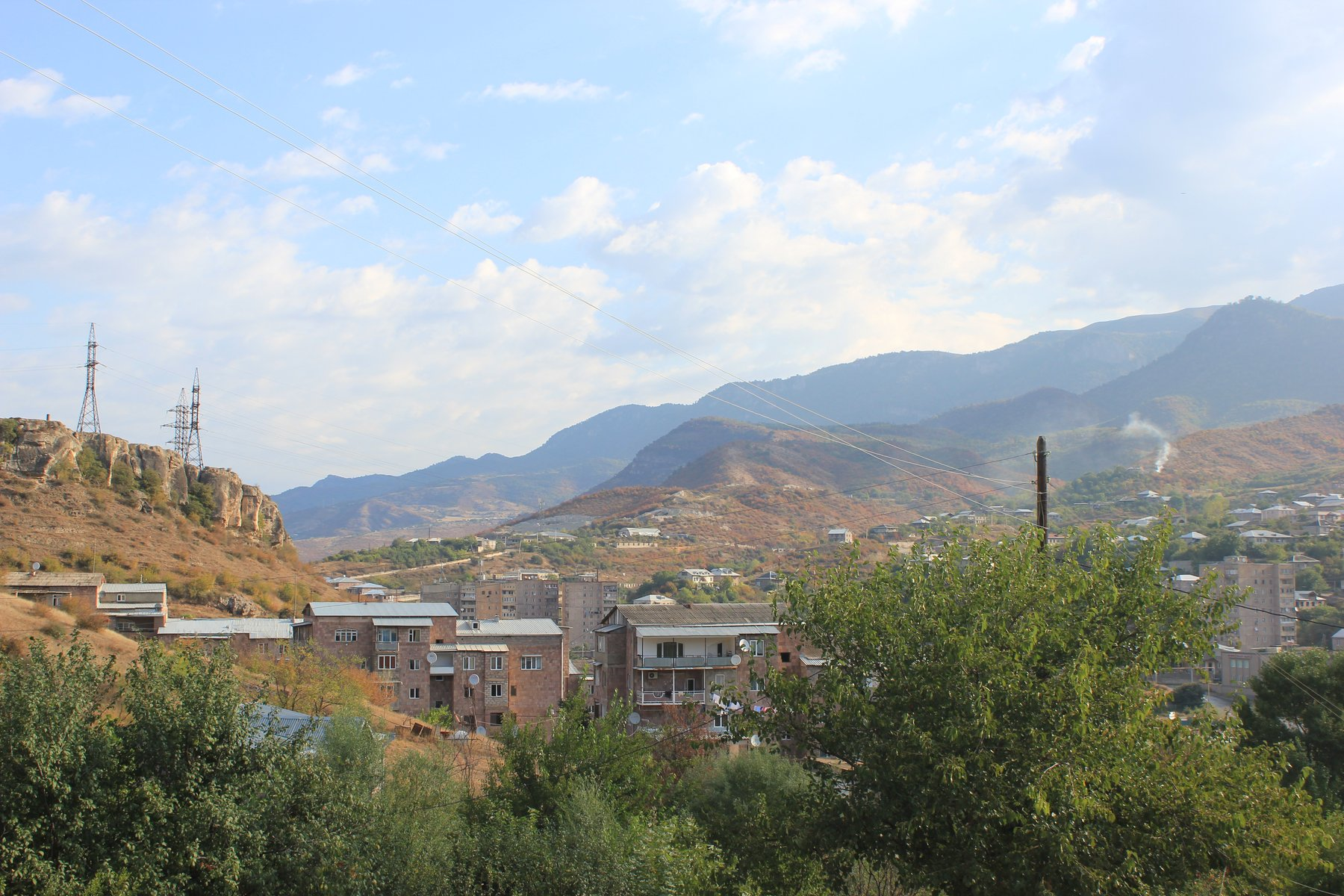
Blick über Idschewan

## Geografie
Idschewan hat rund 15.000 Einwohner (Stand: 2001) Die Stadt liegt in einem Tal am Fluss Aghstew und ist von der armenischen Hauptstadt Jerewan 142 km entfernt. Die Fernstraße M4 von Jerewan nach Qazax in Aserbaidschan verläuft durch Idschewan, jedoch ist die Überquerung der 18 Kilometer entfernten Grenze seit dem Bergkarabachkonflikt nicht mehr möglich. Auch die Bahnstrecke Ağstafa–Atarbenian, die einen Teil der Verbindung zwischen Jerewan und Baku bildet, führt durch die Stadt, ist jedoch seit dem Krieg der 1990er Jahre ebenfalls nicht mehr in Betrieb.

## Geschichte
In Karawansarai begann 1920 der bewaffnete Aufstand gegen die Daschnaken-Regierung der Demokratischen Republik Armenien. Am 28. November 1920 marschierte die sowjetische 11. Armee über Karawansarai nach Armenien ein. Danach sandte von hier das örtliche Revolutionskomitee die Nachricht von der Herstellung der Sowjetmacht in Armenien nach Moskau. Dieses Ereignis wird im städtischen und Revolutionsmuseum dargestellt.

## Persönlichkeiten
- Nikol Paschinjan (* 1975), Politiker und Ministerpräsident Armeniens; geboren in Idschewan